# Stazione di Granaiolo
La stazione di Granaiolo è una stazione ferroviaria posta sulla linea Empoli-Siena. Serve la località di Granaiolo, frazione del comune di Castelfiorentino.